# Liste der Monuments historiques in Rottelsheim
Die Liste der Monuments historiques in Rottelsheim führt die Monuments historiques in der französischen Gemeinde Rottelsheim auf.

## Liste der Objekte
| Bezeichnung | Beschreibung | Standort                       | Kennzeichnung | Schutzstatus | Datum | Bild |
| ----------- | --- | ------------------------------ | ------------- | ------------ | ----- | ---- |
| Altar       | Altartisch, Tabernakel, Altarkreuz und Gemälde; Holz, farbig gefasst und vergoldet, Metall und Ölfarbe auf Leinwand, zweite Hälfte des 18. Jahrhunderts | in der Kirche St-Martin (Lage) | PM67000248    | Classé       | 1969  |      |